# المتحرر من سلطة السواد (رواية)
المتحرر من سلطة السواد رواية إجتماعية للمؤلف الجزائري عبد المنعم بن السايح نشرت عام 2014 عن الرابطة الولائية للفكر والإبداع بولاية الوادي.  كما أنها صدرت صوتيا عن شركة كتاب صوتي بصوت المذيع بإذاعة القاهرة أحمد عادل 

## ملخص الرواية
الرواية بتفرُعها تغوص عميقًا داخل النفس البشرية وتحللها، ترصد التناقضات التي تلفها، وتحاول فهم فلسفتها المغايرة لمنطقها، معلنة التحولات الخفية والظاهرة فيها، وتلقي الضوء لغرابتها وخصامها في مواجهة واقع حقيقي تعيشه فئة معينة في المجتمع إنهم المكفوفين، الذين فرض عليهم المجتمع العيش بأغلال التهميش والنكران، كيف لا وهو بالنسبة لهم من سكان عالم الظلام.
تناقش الرواية قضية كفيف يراه المجتمع على أنه معاق وناقص، ولكنه في نظر الكاتب لم يكن كذلك، فالأعمى على حدِ قوله «أعمى البصيرة وليس البصر.. فمن لا يرى جوهر ذاته ذاك هو الأعمى الحقيقي، المبصر هو من يرى نفسه قبل أن يرى من يلفه، والكثير من المبصرين يفقدون هذه الملكة»
الرواية تُولّد أسئلة وجودية مقلقة كثيرة من عدة جوانب، وذلك للطرح الإنساني العميق الذي أفضى به الكاتب، وجعل منه مادة حية للرواية.
رواية تحمل طابعاً إنسانياً وهي حكاية طفل حاول التحرر من عقبة إعاقته، والتخلص من السواد الذي عاش فيه جبرًا بإقامة دائمة بعد أن كانت حياته زاهية بالألوان.

## الجوائز
فازت الرواية عام 2014 بـ المرتبة الثانية في الجائزة الوطنية للرواية القصيرة المنظمة من طرف الرابطة الولائية للفكر والإبداع بولاية الوادي

## الدراسات
- تقنيات السيرة الذاتية في رواية المتحرر من سلطة السواد لعبد المنعم بن السايح، للكاتبة د.صبرين سكساف، صدر الكتاب عن دار المعتز للنشر والتوزيع بالأردن، الطبعة الأولى عام 2020م [8]
- المفارقة الساخرة في رواية المتحرر من سلطة للكاتب عبد المنعم بن السايح، د.صليحة سبقاق، جامعة محمد خيضر بسكرة، الجزائر.[9] [10]